# Per Bausager
Per Bausager (født 6. september 1956 i Roskilde) er en dansk forhenværende professionel cykelrytter, og nuværende distributør af cykeludstyr.
I 1984 indstillede han karrieren som cykelrytter, hvor han blandt andet deltog i Tour de France 1979. I 1982 kørte han Giro d'Italia på samme hold som sin lillebror Jacob Bausager.